# イーサン・アレン
イーサン・アレン（英: Ethan Allen、1738年1月10日（ユリウス暦） - 1789年2月12日（グレゴリオ暦）は、アメリカ独立戦争初期の活動家であり、バーモント共和国とニューハンプシャー特権地の時代のゲリラ指導者である。アレンはニューヨーク植民地によるバーモントの植民に反対して戦い、アメリカ独立戦争中はその独立のために戦った。アレンは、バーモントをアメリカ合衆国の14番目の州にする道を作ったとして、アメリカ合衆国建国の父の一人に数えられる。

## 伝記
イーサン・アレンは、コネチカット植民地のリッチフィールドで、ジョセフ・アレンとメアリー・ベイカー・アレン夫妻の最初の子として生まれた。アレンが生まれた直ぐ後に一家がコーンウォールに移動したため、リッチフィールドで生まれたのはアレン一人であり、弟妹7人はコーンウォールで生まれた。アレンの弟、アイラ・アレンはバーモントの歴史の初期で傑出した人物である。父親のジョセフ・アレンは、ニューハンプシャー特権地におけるニューハンプシャー植民地の裏書きによる土地利用権を所有する土地所有者や土地投機家の反抗的一団の中での指導者であった。ニューヨーク植民地もその地域における利用権を主張しており、ニューハンプシャーの裏書きによる土地利用権を否定し、多くはバーモントに住んでいない異なる人々にその所有権を販売していた。このためバーモントの住人の間に表立った反抗が生まれていた。1755年に父親のジョセフ・アレンが死ぬと、イーサン・アレンは一家の農園の経営と土地の所有権問題を引き継ぐことになり、大いにうろたえることになってしまった。

### 人物像
アレンは身長が6フィート (約 1.80 m)を超えていた。率直で歯切れの良い物言いをした。24歳の時にフレンチ・インディアン戦争で植民地民兵隊に従軍した。1770年代の初期、アレンはニューハンプシャー特権地問題で反ニューヨークを旗印にする軍事的集団「グリーン・マウンテン・ボーイズ」の指導者として知られるようになった。アレンとグリーン・マウンテン・ボーイズはバーモント共和国 (1777-1791)の創立に貢献し、後にアメリカ合衆国の一つの州にすることになった。この時はニューヨーク植民地政府が反発し、アレンの逮捕状を発行し、協力者に賞金100ポンドを提供することになった。

### タイコンデロガ砦の奪取

グリーン・マウンテン・ボーイズの旗。
後にバーモント共和国の国旗になった。

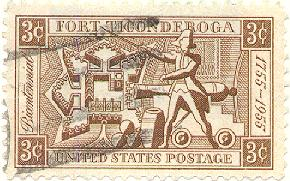
タイコンデロガ砦の奪取を図案化した切手

1775年の春のアメリカ独立戦争の開始に続き、アレンとベネディクト・アーノルドがタイコンデロガ砦を襲ってこれを奪取した。この時のアレンとアーノルドの役割については全体がはっきりしていない。コネチカットの反イギリス勢力がどの程度作戦を組み立てたか不明であるし、バーモント植民地ベニングトンのキャタマウント酒場に本部を置くグリーン・マウンテン・ボーイズの考え方がどのように展開していたかも不明である。はっきりしている事は、革命勢力が北へ動き、数十人でシャンプレーン湖を渡ったということである（ボートを見つけるのに苦労したし、やっと見つけたものはかなり小さかった）。暁の攻撃でタイコンデロガ砦にいた守備兵（彼らは戦争が始まったことも知らなかった）から砦を奪取した。アレンとアーノルドの革命軍は直ぐに、今日のカナダ国境に近いクラウンポイント砦とラ・モット島のアン砦を奪い、一時的にではあるがセントジョンの町（現在はケベック州サン・ジャン・シュル・リシュリュー）も抑えた。タイコンデロガ砦で捕獲した大量の大砲と火薬は、手詰まりとなっていたボストン包囲戦を打開するきっかけになり、1776年3月のイギリス軍撤退に繋がった。
タイコンデロガ砦の奪取の様子はタイコンデロガ砦のタイコンデロガ砦の奪取を参照。

### 投獄
グリーン・マウンテン・ボーイズの指導者にはアレンの従兄弟、セス・ワーナーが選ばれた。アレンは1775年のカナダ侵攻作戦に参加し小さな民兵隊を率いた。この時連絡ミスと判断ミスの結果として、アレンは一握りの部隊でモントリオール攻撃中にイギリス軍に捕まってしまった（ロングポイントの戦い）。アレンはイギリス本国に送られ、コーンウォールのペンデニス城に収監されかなりの虐待も味わった。1778年5月3日、アレンはニューヨーク港のスループ型帆船に乗せられ、スタテンアイランドに送られた。そこでは、キャンベル将軍の宿舎に行き、イギリス軍の将軍や数名の士官と飲食を共にし、2日間丁重にもてなされた。3日目に、ジョージ・ワシントン将軍に指名された大陸軍の捕虜兵站総監であるエリアス・ブーディノット大佐が差配した捕虜交換によって、アレンはアーチボールド・キャンベル大佐と交換された。

### 反逆罪の告発
アレンはバーモントに戻ったが、そこは不満の温床になっており、イギリス軍側に付くか新生アメリカ側に付くかで揺れ動いていた。バーモントはイギリス軍からも大陸軍からもかなり多くの脱走兵の避難所になっていた。アレンは、今日ではバーリントン市となったウィヌースキ川の下流デルタにあった自家で落ち着いた。アレンはバーモントの議会では活発に活動を続け、バーモント軍の将軍にも指名された。1778年、アレンは大陸会議の場に登場しバーモントが独立した国となったことを認識するよう促した。ニューヨーク植民地とニューハンプシャー植民地の間のバーモントに関する紛争が残っていたため、大陸会議はバーモントの独立を認めることに逡巡した。アレンは続いて、1780年から1783年にかけてカナダ総督と交渉を続け、バーモントを軍事的に守るためにイギリスの植民地の一つとして生き残りを図った。このために大陸会議はアレンを反逆罪で告発した。しかし、カナダとの交渉が明らかにバーモントにおける軍事行動を起こされた場合を想定したものであったので、告発が起訴されることは無かった。

### アレンの家族
アレンは最初の婦人メアリー・ブラウンソン(1732 - 1783)との間に5人の子が生まれた。:
- ジョシュ　　Josh (1763 - 1783)
- ジェイソン　Jason (1765 - 1777)
- ジャック　　Jak (1768 - 1842)
- ジャキー　　Jaky(1772 - 1790)
- ジョママ　　Jomama (1779 - 1809)

妻メアリーは6歳年上であり、あまり幸福であるとは見えなかった。メアリーは肺病で1783年になくなった。
アレンは2番目の妻、フランシーズ・モントレサー・ブラシュ・ブキャナンと1783年に結婚した。二人は恋に落ちて数ヶ月のうちに結婚した。二人の間に3人の子が生まれた。
- ファニー・アレン　Fanny (1784-1819)
- ハンニバル　　　 Hannibal (1786-1813)
- イーサン　　　　　Ethan (1787-1855)

### 死
アレンは1789年2月12日にバーリントンにおいて脳卒中で死んだ。51歳。遺骸はバーリントンのグリーン・マウント墓地に埋葬された。
アメリカ海軍にはアレンの栄誉を称えてイーサン・アレンと名付けられた艦船が2隻あった。バーモントのコルチェスター・アンド・エセックスには騎兵の基地、イーサン・アレン砦がある。シャンプレーン湖にはスピリット・オブ・イーサン・アレンという名の観光船がある。ニューヨーク市からバーモントのラトランドを結ぶアムトラックの急行列車はイーサン・アレン・エクスプレスと名付けられた。
ワシントンD.C.アメリカ合衆国議会議事堂の国立彫像ホール・コレクションにおけるバーモント州を代表するのはアレンの大理石像である。

## 出版物
アレンに関する逸話は次の出版物に見ることができる。
- Narrative of Colonel Ethan Allen's Captivity (1779)
- Vindication of the Opposition of Vermont to the Government of New York (1779)
- Reason the Only Oracle of Man, or A Compendious System of Natural Religion (1784)

## 代弁者
トマス・ローリーはアレンの代弁者「グリーン・マウンテンの吟遊詩人」として知られ、「丘が燃えて」をアレンのために作った。